# Hiroyuki Kobayashi (Fußballspieler)
Hiroyuki Kobayashi (japanisch 小林 宏之 Kobayashi Hiroyuki; * 18. April 1980 in Hokkaido) ist ein ehemaliger japanischer Fußballspieler.

## Karriere
Kobayashi erlernte das Fußballspielen in der Schulmannschaft der Shimizu Commercial High School und der Universitätsmannschaft der Universität Tsukuba. Seinen ersten Vertrag unterschrieb er 2003 bei den Urawa Reds. Der Verein spielte in der höchsten Liga des Landes, der J1 League. 2003 gewann er mit dem Team den J.League Cup, 2004 wurde man Vizemeister der J1 League. Für den Verein absolvierte er vier Erstligaspiele. 2005 wechselte er zum Ligakonkurrenten Kawasaki Frontale. 2006 wechselte er zum Zweitligisten Yokohama FC. Für den Verein absolvierte er 16 Ligaspiele. Danach spielte er bei den Fervorosa Ishikawa Hakuzan FC und TDK (heute: Blaublitz Akita). 2008 wechselte er zum Erstligisten Ōita Trinita. 2008 gewann er mit Trinita den J.League Cup. Am Ende der Saison 2009 stieg der Verein in die J2 League ab. Für den Klub absolvierte er 41 Ligaspiele. 2011 wechselte er zum Drittligisten Blaublitz Akita. Ende 2012 beendete er seine Karriere als Fußballspieler.

## Erfolge
Urawa Reds
- J1 League

Vizemeister: 2004
- J.League Cup

Sieger: 2003
Finalist: 2004
Oita Trinita
- J.League Cup

Sieger: 2008